# Emanuel Aiwu
Emanuel Aiwu (Innsbruck, 25 dicembre 2000) è un calciatore austriaco di origini nigeriane, difensore dello Sturm Graz.

## Caratteristiche tecniche
È un terzino destro.

## Carriera

### Club
Cresciuto nel settore giovanile dell'Admira Wacker M., ha esordito fra i professionisti il 5 maggio 2018 disputando l'incontro di Fußball-Bundesliga pareggiato 0-0 contro l'Austria Vienna.
Il 30 agosto 2021 viene ceduto al Rapid Vienna.
Il 5 agosto 2022 viene acquistato dalla Cremonese. Il 14 agosto esordisce in Serie A e con i grigiorossi nei minuti finali della partita in casa della Fiorentina (persa 3-2), subentrando a Paolo Ghiglione. 
Il 31 agosto 2023, viene ceduto in prestito al Birmingham City.
Il 10 luglio 2024, viene acquistato a titolo definitivo dallo Sturm Graz.

### Nazionale
Nel 2018 ha giocato 3 partite con la nazionale austriaca Under-19. Nel 2019 ha invece esordito nella nazionale Under-21.

## Statistiche

### Presenze e reti nei club
Statistiche aggiornate al 30 aprile 2023.
| Stagione                                 | Squadra                                  | Campionato                               | Campionato | Campionato | Coppe nazionali | Coppe nazionali | Coppe nazionali | Coppe continentali | Coppe continentali | Coppe continentali | Altre coppe | Altre coppe | Altre coppe | Totale | Totale | Totale |
| Stagione                                 | Squadra                                  | Comp                                     | Pres       | Reti       | Comp            | Pres            | Reti            | Comp               | Pres               | Reti               | Comp        | Pres        | Reti        | Pres   | Reti   |        |
| ---------------------------------------- | ---------------------------------------- | ---------------------------------------- | ---------- | ---------- | --------------- | --------------- | --------------- | ------------------ | ------------------ | ------------------ | ----------- | ----------- | ----------- | ------ | ------ | ------ |
| 2017-2018                                | Admira Wacker M. II                      | 1L                                       | 15         | 0          | -               | -               | -               |                    | -                  | -                  | -           | -           | -           | 15     | 0      |        |
| 2018-2019                                | Admira Wacker M. II                      | 1L                                       | 5          | 0          | -               | -               | -               |                    | -                  | -                  |             | -           | -           | 5      | 0      |        |
| Totale Admira Wacker Modling             | Totale Admira Wacker Modling             | Totale Admira Wacker Modling             | 20         | 0          | -               | -               | -               | -                  | -                  | -                  | -           | -           | -           | 20     | 0      |        |
| 2017-2018                                | Admira Wacker M.                         | BL                                       | 3          | 0          | CA              | 0               | 0               |                    | -                  | -                  |             | -           | -           | 3      | 0      |        |
| 2018-2019                                | Admira Wacker M.                         | BL                                       | 19         | 3          | CA              | 1               | 0               | UEL                | 1                  | 0                  |             | -           | -           | 21     | 3      |        |
| 2019-2020                                | Admira Wacker M.                         | BL                                       | 26         | 0          | CA              | 2               | 0               |                    | -                  | -                  |             | -           | -           | 28     | 0      |        |
| 2020-2021                                | Admira Wacker M.                         | BL                                       | 6          | 0          | CA              | 1               | 0               |                    | -                  | -                  |             | -           | -           | 7      | 0      |        |
| ago. 2021                                | Admira Wacker M.                         | BL                                       | 0          | 0          | CA              | 1               | 0               |                    | -                  | -                  |             | -           | -           | 1      | 0      |        |
| Totale ussballclub Admira Wacker Mödling | Totale ussballclub Admira Wacker Mödling | Totale ussballclub Admira Wacker Mödling | 54         | 3          | -               | 5               | 0               | -                  | 1                  | 0                  | -           | -           | -           | 60     | 3      |        |
| 2021-2022                                | Rapid Vienna                             | BL                                       | 25         | 2          | CA              | 3               | 0               | UECL               | 6                  | 0                  |             | -           | -           | 34     | 2      |        |
| ago. 2022                                | Rapid Vienna                             | BL                                       | 0          | 0          | CA              | 1               | 0               | UECL               | 2                  | 0                  |             | -           | -           | 3      | 0      |        |
| Totale Rapid Vienna                      | Totale Rapid Vienna                      | Totale Rapid Vienna                      | 25         | 2          | -               | 4               | 0               | -                  | 8                  | 0                  | -           | -           | -           | 37     | 2      |        |
| 2022-2023                                | Cremonese                                | A                                        | 22         | 0          | CI              | 4               | 0               | -                  | -                  | -                  | -           | -           | -           | 26     | 0      |        |
| Totale carriera                          | Totale carriera                          | Totale carriera                          | 121        | 3          | -               | 13              | 0               | -                  | 9                  | 0                  | -           | -           | -           | 143    | 5      |        |

## Palmarès

### Club

#### Competizioni nazionali
- Campionato austriaco: 1

Sturm Graz: 2024-2025